# گرازیا
گرازیا یا گراتسیا (به ایتالیایی: Grazia) (به انگلیسی: «ظرافت») مجلهٔ ایتالیایی، که هفتگی توسط کمپانی آرنولدو موندادوری ادیتوره منتشر می‌شود؛ که نسخه‌های چاپ‌شده بین‌المللی‌ای در کشورهای فرانسه، صربستان، بریتانیا، مکزیک، تایلند، اسپانیا، لهستان، بحرین، یونان، پرتغال، ژاپن، هلند، اندونزی، هند، بلغارستان، کرواسی، اسلوونی، آلمان، آلبانی و مقدونیه دارد.